# プロジェクトゴッサム
『プロジェクトゴッサム』は、Bizarre Creations が開発し、マイクロソフトが発売するXboxおよびXbox 360用レーシングゲームシリーズ。

## 概要
プロジェクトゴッサム シリーズは、実在する車両をモデリングしたレーシングゲームである。欧米でセガのドリームキャスト用に発売されたメトロポリス ストリート レーサー（英:METROPOLIS STREET RACER、略:MSR）の多くを引き継ぎ、Xbox用に開発したのがプロジェクトゴッサム ワールドストリートレーサーである。
コンセプトとしては、実在するあこがれの車種で広大な都市をエクゾーストとスキール音を響かせながら爆走するというものになっている。実車のリアルな挙動を追求した「シミュレータ系」とは異なり、ゲーム的にデフォルメされた挙動の車を「いかに格好良く走らせるか」に主眼が置かれたゲームである。
その評価システムとして、Kudos（クードス）とよばれるポイントシステムを搭載している。このKudosは、ドリフト等のアピールポイントでためる事が出来るが、接触やコースアウトにより減るというシステムで、速く走るだけでなく、スタイリッシュに駆け抜ける事が求められる。

## シリーズ

### プロジェクトゴッサム ワールドストリートレーサー
Xboxと同時に発売されたローンチタイトル。 

### プロジェクトゴッサムレーシング2
2003年11月20日にXbox用ソフトとして発売された。
2004年9月2日にはXbox プラチナコレクションとして発売された。
Xbox Liveに対応しており、追加コンテンツ（車種やコース）をダウンロードして利用する事が出来る。

### PGR3 - プロジェクトゴッサムレーシング3 -
2006年1月12日にXbox 360用ソフトとして発売された。
2006年11月2日には、日本でXbox 360 コアシステムが発売されると同時に、プラチナコレクションとして廉価版が発売され、NINETY-NINE NIGHTS（N3）とともに、Xbox 360 コアシステム 発売記念パックに同梱された。
イメージソング・CMソング：三浦大知 - 『No Limit』

### PGR4 - プロジェクトゴッサムレーシング4 -
プロジェクトゴッサムレーシングシリーズの第四弾ソフト。新コースとして上海が追加され、雨や雪といった天候の要素が追加される。オートバイでの参戦も可能。
グラフィックは格段に進化しており、前作の不満のひとつであるロード時間も改善されている。
北米では2007年9月に発売、北米での価格は59.99ドル。日本では2007年10月11日に発売、価格は7140円（税込）。